# John Frederick Byrne
John Frederick Byrne (Manchester, 1º febbraio 1961) è un ex calciatore irlandese, di ruolo attaccante.

## Palmarès

### Club

#### Competizioni nazionali
- Fourth Division: 1

York City: 1983-1984